# La Fiancée errante
Pour plus de détails, voir Fiche technique et Distribution.
La Fiancée errante (Una novia errante) est un film argentin réalisé par Ana Katz, sorti en 2007.

## Fiche technique
- Titre original : Una novia errante
- Titre français : La Fiancée errante
- Réalisation : Ana Katz
- Scénario : Inés Bortagaray et Ana Katz
- Direction artistique : Mariela Rípodas
- Photographie : Lucio Bonelli
- Montage : Andrés Tambornino
- Musique : Nicolás Villamil
- Pays d'origine : Argentine
- Format : Couleurs - 35 mm - 1,85:1 - Dolby Digital
- Genre : drame
- Durée : 85 minutes
- Dates de sortie :
  - France : 25 mai 2007 (Festival de Cannes 2007), 8 août 2007 (sortie nationale)
  - Argentine : 7 juin 2007

## Distribution
- Ana Katz : Inés
- Carlos Portaluppi : Germán
- Daniel Hendler : Miguel
- Nicolás Tacconi : Pablo
- Catherine Biquard : Lorena
- Erica Rivas : Andrea
- Silvina Sabaté : Sonia
- Marcos Montes : employé du centre d'appel
- Violeta Urtizberea : Tati
- Arturo Goetz : père

## Distinction
- Festival de Cannes 2007 : sélectionné en section Un certain regard